# Chand Metre Moka'ab Eshgh
Chand Metre Moka'ab Eshgh (چند متر مکعب عشق; Engels: A Few Cubic Meters of Love) is een Iraans-Afghaanse film uit 2014, geschreven en geregisseerd door Jamshid Mahmoudi. De film werd geselecteerd als Afghaanse inzending voor de beste niet-Engelstalige film voor de 87ste Oscaruitreiking maar werd niet genomineerd.

## Verhaal
In de buitenwijken van Teheran maakt een kleine fabriek illegaal gebruik van Afghaanse asielzoekers die met hun familie in oude containers of hutjes wonen in de nabijgelegen sloppenwijk. Saber, een jonge Iraanse werknemer heeft in het geheim een liefdesverhouding met Marona, de dochter van Abdol-salam, een Afghaanse werknemer. Dit is het begin van een liefdesverhaal waarvan de uitkomst moeilijk voorspelbaar is.

## Rolverdeling
| Acteur            | Personage                   |
| ----------------- | --------------------------- |
| Hasiba Ebrahimi   | Marona                      |
| Nader Fallah      | Abdol-salam, Marona’s vader |
| Massoud Mirtaheri |                             |
| Alireza Ostadi    |                             |
| Saed Soheili      | Saber                       |